# Кркуша
Кркуша (лат. Gobio gobio) је слатководна риба, која на први поглед подсећа на мрену, а припада фамилији Cyprinidae.
- Локални називи: говедарка, бркуља, мренче, положарка, грунгл, пиштавац, грундлић
- Макс. дужина: до 15 .
- Макс. маса: 50
- Време мреста: од маја до јуна

## Опис и грађа
Кркуша је ситна риба, не дужа од 15 cm. Тело јој је ваљкастог облика, глава спљоштена, а на горњој усни има два брчића. Боја тела јој зависи од средине у којој живи и обично је сива, жућкаста или зеленкаста. Дуж бочне линије има веће тамне пеге, чији облик зависи од врсте кркуше, а она има много варијетета. 
Постоје четири врсте: 
- Обична кркуша
- Кеслерова кркуша
- Танкорепа кркуша
- Белоперајна кркуша

## Навике, станиште, распрострањеност
Кркуша насељава воде црноморског слива. Већином живи у великим рекама, али се може наћи и у речицама, у језерима и мртвајама, и то обично зими. У пролеће и у лето борави у плићацима са каменитим или пешчаним дном, или њиховој непосредној близини. По песку је и добила име (на руском - пескар). 
Кркуша крајем лета и у јесен одлази у дубље воде са песковито - глиновитим дном. Често се среће у друштву са кленом. Никада не залази у травнате терене. У октобру се повлачи и одлази на зимовање у мртваје и језера или се завлачи у речне јаме. 
Кркуша је дневна риба која ноћу, одупирући трбушним перајама воденој струји, лежи при дну.

## Размножавање
Кркуша се мрести у мају и јуну када женка икру лепи на подводно растиње и шљунковито дно.